# Richard Lester (roer)
Richard C. Lester (født 24. marts 1949 i Wallingford, England) er en engelsk tidligere roer.
Lester var med i Storbritanniens otter, der vandt sølv ved OL 1976 i Montreal. Briterne blev i finalen kun besejret af Østtyskland, der vandt guld, mens New Zealand tog bronzemedaljerne. Den øvrige besætning i briternes båd var John Yallop, Timothy Crooks, Hugh Matheson, David Maxwell, Jim Clark, Frederick Smallbone, Lenny Robertson og styrmand Patrick Sweeney. Det var det eneste OL han deltog i.

## OL-medaljer
- 1976:  Sølv i otter